# Peter Baumgartner (Erziehungswissenschaftler)

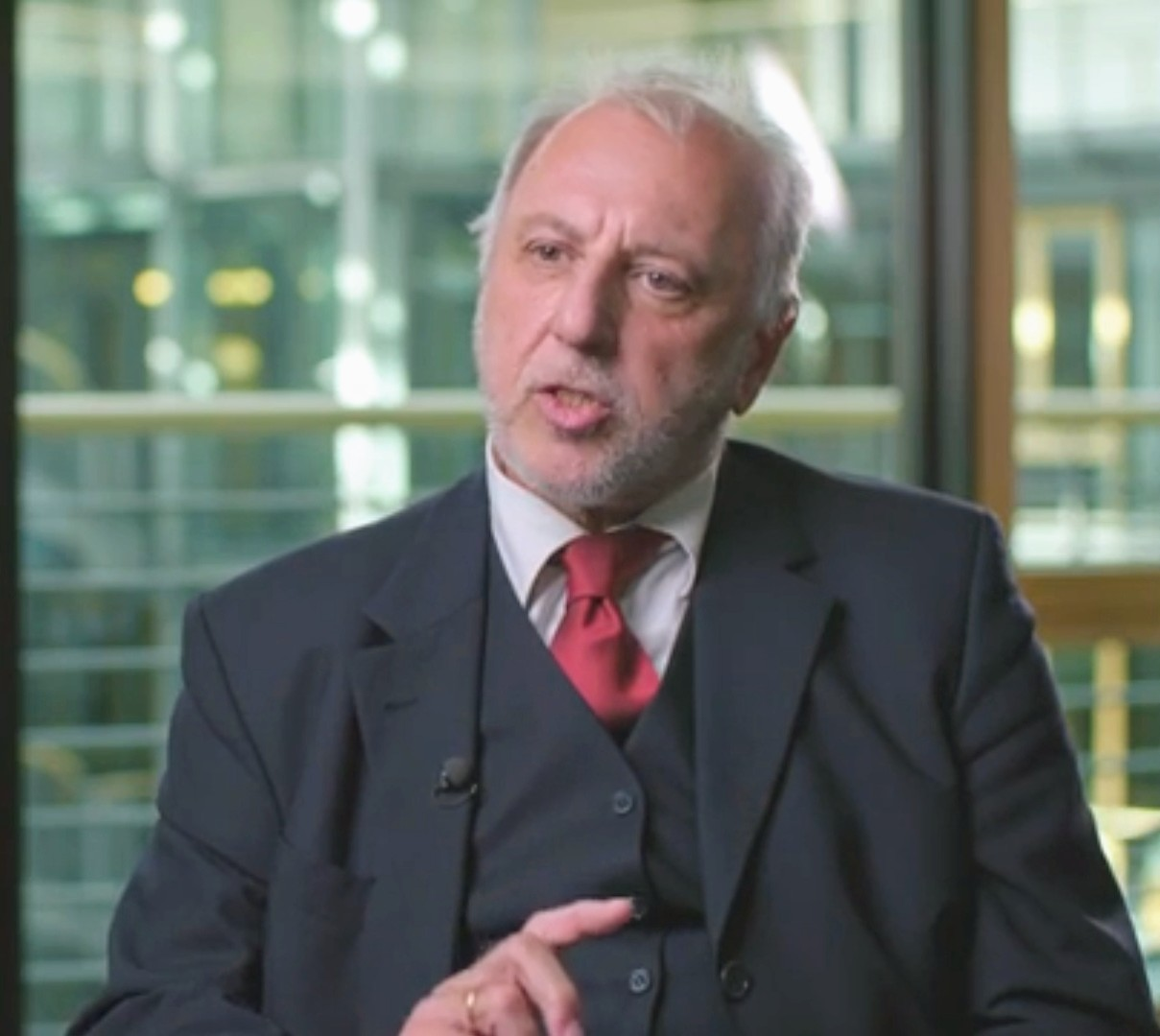
Peter Baumgartner, 2018

Peter Baumgartner (* 1. Juli 1953 in Wien) ist ein österreichischer Erziehungswissenschaftler.

## Leben
Nach der HTL-Matura 1972 studierte er an der Universität Wien Soziologie und promovierte 1980 zum Dr. phil. Nach einer Tätigkeit als freiberuflicher Wissenschaftler wurde er 1986 Universitätsassistent am Institut für Forschung und Weiterbildung (IFF) an der Universität Klagenfurt (damals noch Universität für Bildungswissenschaften Klagenfurt). 1992 erfolgte dort seine Habilitation über das Thema „Der Hintergrund des Wissens. Vorarbeiten zu einer Kritik der programmierbaren Vernunft.“
1998 folgte er dem Ruf auf den Lehrstuhl für Wirtschaftspädagogik an der Universität Innsbruck am Institut für Organisation und Lernen (IOL). Im Oktober 2003 erhielt er einen Ruf an die Fernuniversität in Hagen, wo er bis April 2006 das Lehrgebiet Bildungstechnologie leitete. Seit Mai 2006 ist er Leiter des „Department für Interaktive Medien und Bildungstechnologien“ an der Donau-Universität Krems.
Er ist, neben Werner Lenz und Wilhelm Berger, lehrendes Mitglied des DoktorandInnenkollegs „Lifelong Learning“, welches in Kooperation der Universitäten Graz, Klagenfurt und der Donauuniversität-Krems für Dissertanten angeboten wird.
Peter Baumgartner war Mitherausgeber der zwischen 2006 und 2012 im österreichischen Studienverlag erschienenen Zeitschrift für E-Learning.